# Hiéroglyphe égyptien P11
Le hiéroglyphe égyptien P11 (pieu d'amarrage) est classifié dans la section P « Bateaux et parties de bateaux » de la liste de Gardiner ; il y est noté P11.

## Représentation
Il représente un pieu d'amarrage. 

## Utilisation
| mn · n | i | t | P11 | M3 |

| mn · n | i | t | P11 | M3 |

| mn · t | P11 |

| mn · t | P11 |

| T14 |

| T14 |

| Aa28 |

| Aa28 |

## Exemples de mots
| mn · n | i | P11 | P1 |

| mn · n | i | P11 | P1 |

| mn · n | i | P11 | A55 |

| mn · n | i | P11 | A55 |

| mn · n | i | w&t | P11 | O49 |

| mn · n | i | w&t | P11 | O49 |